# K 2000: The Game
Pour les articles homonymes, voir Knight Rider.
K 2000: The Game (Knight Rider: The Game) est un jeu vidéo basé sur la série télévisée K 2000 développé par Davilex Games et sorti le 22 novembre 2002 sous Windows et sur PlayStation 2.
Le jeu permet de prendre le contrôle de KITT dans une série de 15 missions incluant courses et explorations. Ainsi, le joueur devra partir à la poursuite de voitures et hélicoptères, mais également se rendre sur certains lieux pour y trouver et scanner des cibles précises. Il y croisera des personnages célèbres de la série comme Devon Miles, Bonnie Barstow, KARR ou Garth Knight.

## Doublage
Le personnage de Michael Knight est doublé par le comédien Yves-Marie Maurin, comme ce fut le cas dans la série télévisée. Originellement doublées par Guy Chapelier dans la série, les voix des personnages de K.I.T.T. et de K.A.R.R. ont été doublées dans la version du jeu par le comédien Pierre Tessier. La voix du personnage de Bonnie Barstow, doublée dans la série par Catherine Lafond, a été quant à elle substituée par celle de Nadia Iofrida. Enregistrées au studio Média Mix Production à Paris, c'est Pascal Camille, directeur de production du studio, qui s'est chargé de produire et de réaliser l'ensemble des séquences voix de la version française du jeu. Il subsiste notamment sur le site Internet du studio quelques échantillons des voix du jeu vidéo en français. Les autres personnages n'ont pas eu la même chance et les comédiens les ayant doublés restent inconnus à ce jour, n'étant cités nulle part. À noter que dans la version anglaise du doublage, aucun des comédiens de la série n'a prêté sa voix.

## Accueil
Comme la plupart des jeux Davilex, le jeu a reçu des critiques très médiocres :
- GameSpot : 5,8/10[2]
- Jeuxvideo.com : 7/20[1]
- PC Gamer : 43 %[3]

## K 2000: La Revanche de Kitt
Une suite nommée K 2000 : La Revanche de Kitt est sortie en 2004 sur PC et PlayStation 2, également développée et éditée par Davilex.